# Manuel Alegre (grabador)

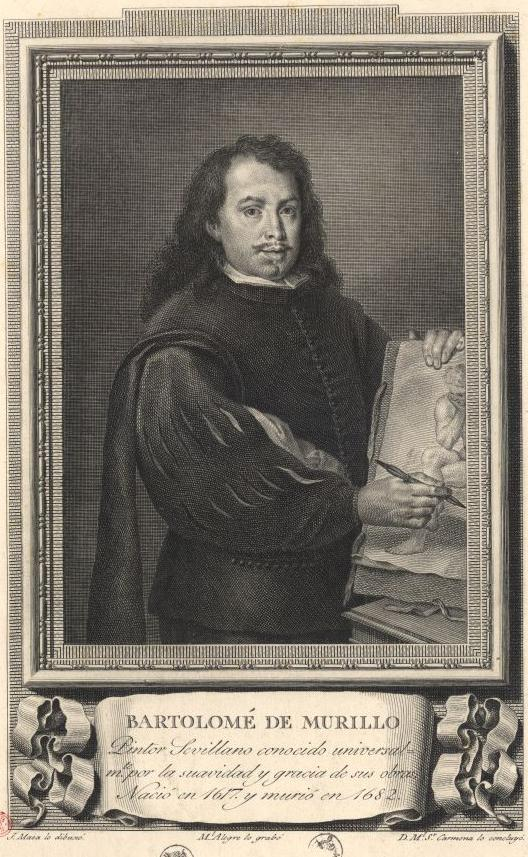
Grabado de «Bartolomé de Murillo» realizado por Manuel Alegre, Retratos de Españoles ilustres con un epítome de sus vidas, Madrid, Imprenta Real, 1791.

Manuel Alegre (Madrid, 1768–c. 1815) fue un grabador calcográfico español, discípulo de Manuel Salvador Carmona con quien aprendió la técnica de la talla dulce.

## Biografía
Alumno de la Real Academia de Bellas Artes de San Fernando, en 1790 recibió un premio de la institución por su retrato de Murillo. Protegido por su maestro, que firmó como responsable del acabado en algunas de las obras de Alegre, participó en varios de los más ambiciosos proyectos editoriales de su tiempo, como la serie de los Retratos de españoles ilustres (Madrid, Imprenta Real; iniciada en 1791), para la que proporcionó entre otros los retratos del pintor José de Ribera, de Francisco Valles, médico de Felipe II, del secretario Antonio Pérez y de José Pellicer. Además grabó unas vistas del monasterio de El Escorial y de otros Sitios Reales y edificios destacados de Madrid por dibujos de José Gómez de Navia, y reproducciones de los cuadros de la colección real, entre ellas la del San Pedro liberado por el Ángel de Guercino.
Parece probable que viviese con continua escasez de medios económicos, lo que le obligó a aceptar trabajos menores. Se desconoce la fecha de su muerte, pero se tiene noticia de que en 1816 sus herederos vendían ya sus láminas a la Real Calcografía.